# Higginsville
Higginsville és una població dels Estats Units a l'estat de Missouri. Segons el cens del 2000 tenia 4.682 habitants.

## Demografia
Segons el cens del 2000, Higginsville tenia 4.682 habitants, 1.778 habitatges, i 1.175 famílies. La densitat de població era de 491,2 habitants per km².
Dels 1.778 habitatges en un 33,2% hi vivien nens de menys de 18 anys, en un 49% hi vivien parelles casades, en un 12,8% dones solteres, i en un 33,9% no eren unitats familiars. En el 29,6% dels habitatges hi vivien persones soles el 13,9% de les quals corresponia a persones de 65 anys o més que vivien soles. El nombre mitjà de persones vivint en cada habitatge era de 2,39 i el nombre mitjà de persones que vivien en cada família era de 2,94.
Per edats la població es repartia de la següent manera: un 24,9% tenia menys de 18 anys, un 8% entre 18 i 24, un 26,4% entre 25 i 44, un 20,6% de 45 a 60 i un 20,2% 65 anys o més.
L'edat mediana era de 39 anys. Per cada 100 dones de 18 o més anys hi havia 80,7 homes.
La renda mediana per habitatge era de 31.497 $ i la renda mediana per família de 40.511 $. Els homes tenien una renda mediana de 31.291 $ mentre que les dones 21.596 $. La renda per capita de la població era de 17.982 $. Entorn del 7,1% de les famílies i el 8,4% de la població estaven per davall del llindar de pobresa.

## Poblacions properes
El següent diagrama mostra les poblacions més properes.